# Sint-Lievenspoort vzw
Sint-Lievenspoort vzw is een Belgische organisatie voor hulp en begeleiding aan mensen met een communicatieve beperking met als doel hun communicatieve vaardigheden te vergroten. Tevens wil de organisatie zelf een center of excellence zijn met wetenschappelijk onderbouwde expertise. Sint-Lievenspoort is gevestigd in het Oost-Vlaamse Gent, in een complex van nieuwbouw en historische monumenten, waaronder het voormalige klooster van de Zusters van Liefde van Jezus en Maria.
Sint-Lievenspoort geeft hulpverlening aan baby's, kinderen, adolescenten en volwassenen met een spraak- en taalontwikkelingsstoornis en aan mensen met autisme. De multidisciplinaire aanpak omvat onderzoek, therapie, begeleiding, opvang/verblijf, onderwijs en hulpmiddelen.

## Geschiedenis

### Voorgeschiedenis
De grondlegger van Sint-Lievenspoort is Petrus Jozef Triest (1760–1836), een rooms-katholieke priester en kanunnik. In de vroege 19e eeuw ontfermde Triest zich over de arme kinderen uit de buurt van Lovendegem en spande zich in om hun opvoeding te verbeteren met de hulp van drie zusters. Het klooster van de Zusters van Liefde van Jezus en Maria werd opgericht in 1803 en omvatte meisjesscholen, een meisjesweeshuis en een afdeling voor ongeneeslijk zieke jongeren.
Toen Monseigneur Fallot de Beaumont en de Gentse burgemeester Dellafaille het klooster bezochten, waren zij zo onder de indruk van dit initiatief, dat zij Triest verzochten in Gent een soortgelijk initiatief op te zetten. Triest en de zusters in verhuisden in 1805 daarom naar de abdij van het Gentse Terhagen waar ze hun werk voortzetten. Dit leidde tot de eerste school voor dove kinderen in België: in 1820 werd in de Molenaarsstraat in Gent het Koninklijk Instituut voor dove en spraakgebrekkige meisjes opgericht. Het was de eerste instelling van die soort in Vlaanderen.
In de periode van 1874 tot 1877 werd in de Gentse Sint-Lievenspoortstraat een nieuw Zusters van de Liefde-klooster gebouwd, naar het ontwerp van Arthur Verhaegen. In 1903 werd dit klooster een internaat voor kinderen die niet door hun familie verzorgd konden worden. Kort daarna werd een kleuterschool opgericht ter ondersteuning van broodwinners die niet op hun kinderen konden passen.
In 1952 verhuisde het Koninklijk Instituut naar een nieuwe locatie, eveneens aan de Sint-Lievenspoortstraat. Het oorspronkelijke gebouw aan de Molenaarsstraat bleef in gebruik bij de Gentse Zusters van Liefde van Jezus en Maria.
Het internaat werd ergens tussen 1956 en 1967 van staatswege gesloten. De kleuterschool bleef bestaan onder de naam Klankvreugde. Het klooster werd verbouwd en werd de volgende behuizing voor het Koninklijk Instituut voor dove en spraakgebrekkige meisjes. Hoewel er toen geen nonnen meer woonden, waren in het complex nog steeds een Instituut voor Paramedische Beroepen, een revalidatiecentrum en een school voor kinderen met cognitieve handicaps gevestigd.

### Sint-Lievenspoort vzw
De geschiedenis van de vzw Sint-Lievenspoort begon in 1968, toen in het gebouwencomplex van het Koninklijk Instituut een centrum voor gehoorrevalidatie en logopedie opgericht werd. Dat was de voorloper van het Centrum voor Ambulante Revalidatie (CAR). In 1969 werd het Medisch Pedagogisch Instituut (MPI) opgericht, dat was de voorloper van het Multi Functioneel Centrum (MFC). Daarbij kwam een klein internaat.
In 1973 werd het kinderdagverblijf Kindervreugde opgericht en in 1983 startte het geïntegreerd onderwijs. Ongeveer veertig leerlingen uit het regulier onderwijs ontvingen ondersteuning vanuit Sint-Lievenspoort. De thuisbegeleidingsdienst ving aan in 1988. De focus lag toen vooral op vroegbegeleiding van dove en slechthorende kinderen.
In 1992 kwam een samenwerkingsakkoord met de organisatie Sint-Gregorius te Gentbrugge, waarbij alle bestaande vzw's werden verenigd onder de huidige naam: Sint-Lievenspoort vzw. Datzelfde jaar werd Sint-Lievenspoort erkend door het Vlaams Agentschap voor Personen met een Handicap (VAPH).
In 1995 is het MPI verhuisd naar een nieuw gebouw aan de Keizervest. In 2006 werd de buitenschoolse opvang opgericht.

### Renovatie en uitbreiding
Rond 2010 waren plannen in de maak voor een gecentraliseerde kleuter- en lagere school voor het BuBaO. Het bestaande complex aan de Sint-Lievenspoortstraat, het voormalige neogotische klooster van de Zusters van Liefde, was namelijk sterk verouderd en te klein geworden. Voor de renovatie, restauratie en uitbreiding werd een masterplan opgezet, waarin ook de twee erfgoedhuizen, beide panden van de architect S.G. Semey, op de locatie meegenomen werden.
De grootschalige verbouwing en uitbreiding van Sint-Lievenspoort vwz leidde in 2018 tot de Arch School Award in de categorie van Renovatie/uitbreiding. De jury prees de duurzaamheid van het project en de balans tussen de oude bouwwerken en nieuwbouw.
In 2021 werd het kinderdagverblijf Klein & Wijs en een audiologische dienst gebouwd. Begin 2022 werden het revalidatiecentrum en het oude kinderdagverblijf gesloopt om ruimte te scheppen voor de bouw van een nieuw centrum.

## Locatie en faciliteiten
Sint-Lievenspoort vzw is gehuisvest in een complex van erfgoedgebouwen en nieuwbouw, omsloten door de Sint-Lievenspoortstraat, Krevelstraat, Keizervest, en - gescheiden door enkele andere panden - de Brusselse Poortstraat. Dit terrein ligt aan het Zuid in Gent, niet ver van de afrit van de E17.
Het voormalig kloostercomplex dat  sinds halverwege de twintigste eeuw door Sint-Lievenspoort bezet is, wordt sinds 2016 gefaseerd gerenoveerd, gerestaureerd en uitgebreid om aan de moderne maatstaven van buitengewoon basisonderwijs te voldoen en dit met behoud van het erfgoed: de kloostervleugels zijn ingericht met klaslokalen, vaklokalen, aangepast sanitair en de administratieve ruimtes. De kapel is omgebouwd tot turnzaal. De binnenplaats is deels ingericht met een polyvalente zaal met een speelplaats erbovenop, plus een open speelplaats en een (ondergrondse) parkeerruimte.
De belangrijkste diensten die Sint-Lievenspoort met deze faciliteiten aanbiedt zijn de volgende:
- het buitengewoon basisonderwijs (BuBaO) voor lagereschoolkinderen uit de types 7 (auditieve beperking of spraak- en taalstoornissen) en 9 (autismespectrumstoornissen)
- een kinderdagverblijf Klein & Wijs en buitenschoolse kinderdagopvang
- een Centrum voor Ambulante Revalidatie (CAR) voor alle inwoners uit Oost-Vlaanderen
- het MultiFunctioneel Centrum (MFC) met de thuisbegeleidingsdienst.

## Fotogalerij

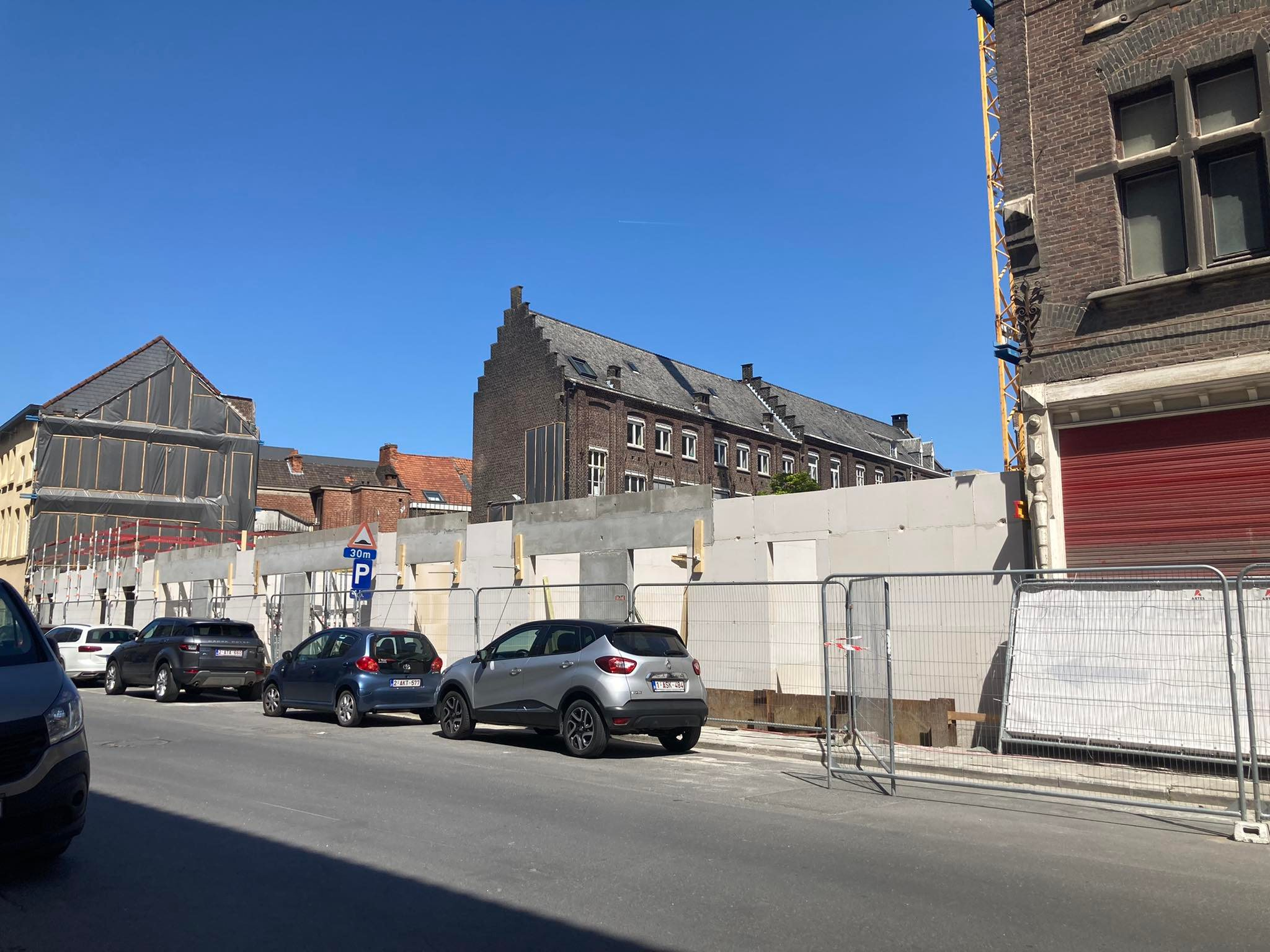
De werf van het CAR, bereikbaar via de Sint-Lievenspoortstraat
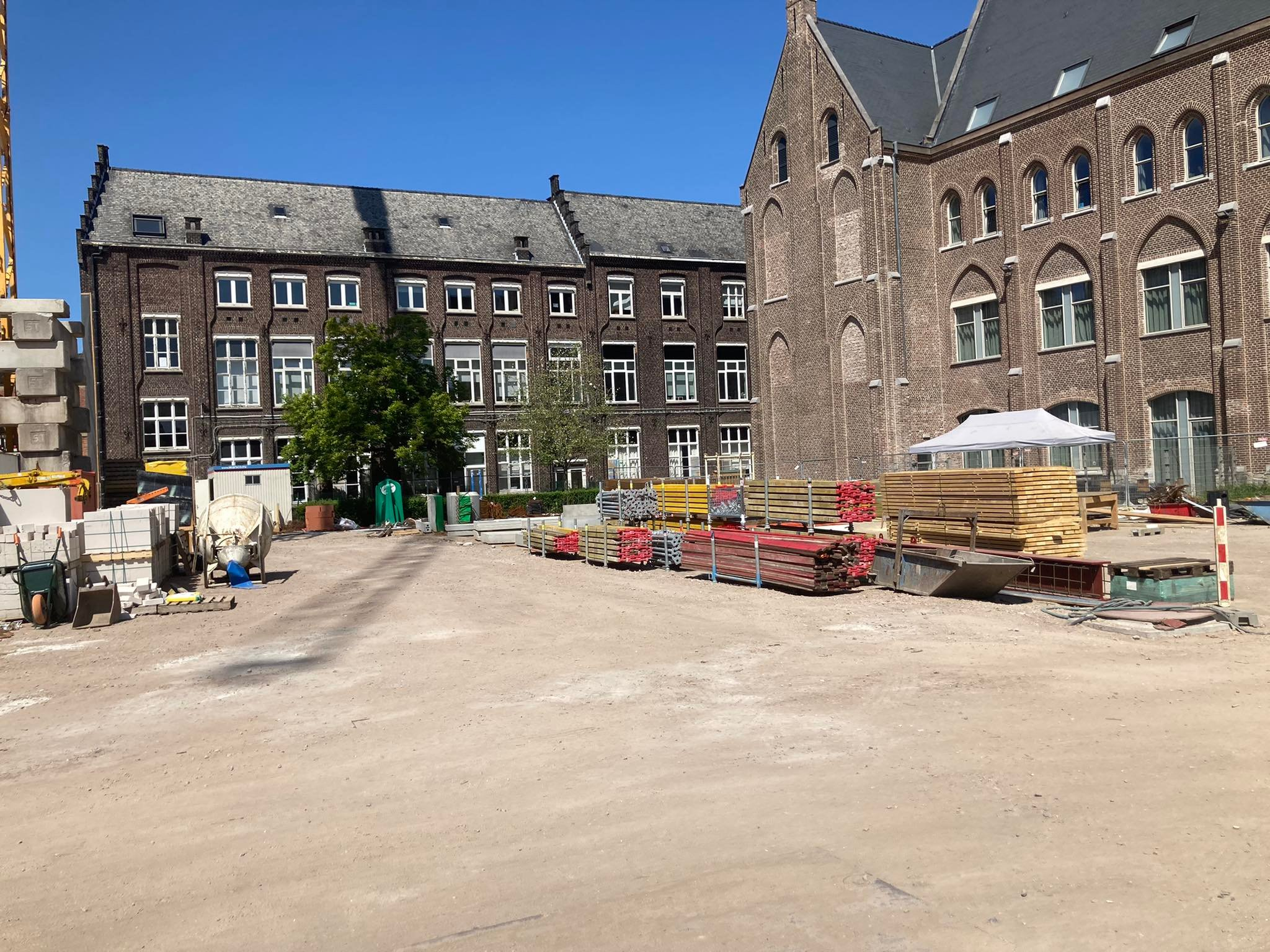
Het huidig CAR, bereikbaar via de Sint-Lievenspoortstraat.
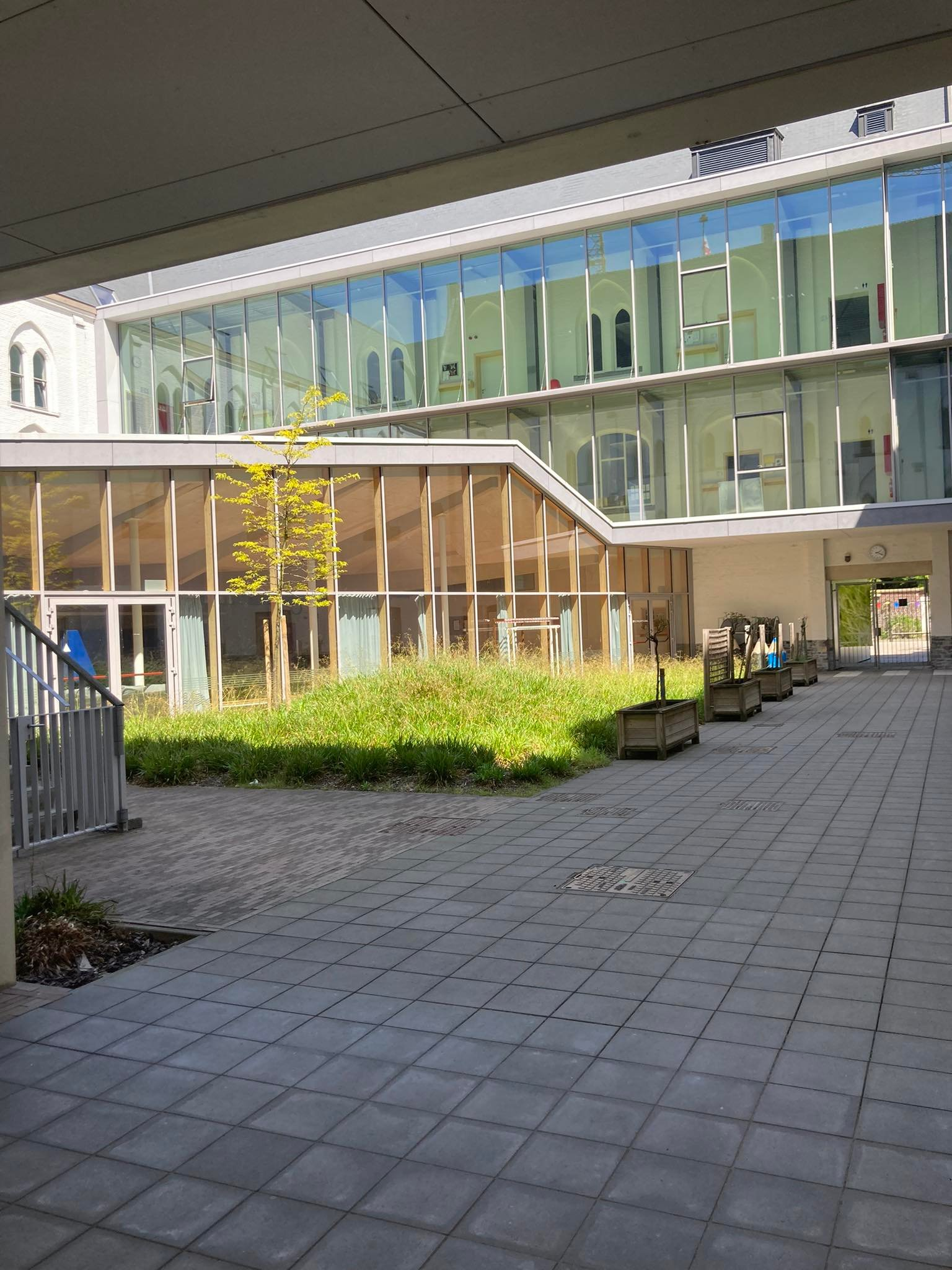
Het binnenplein van BuBaO, bereikbaar via de Sint-Lievenspoortstraat.
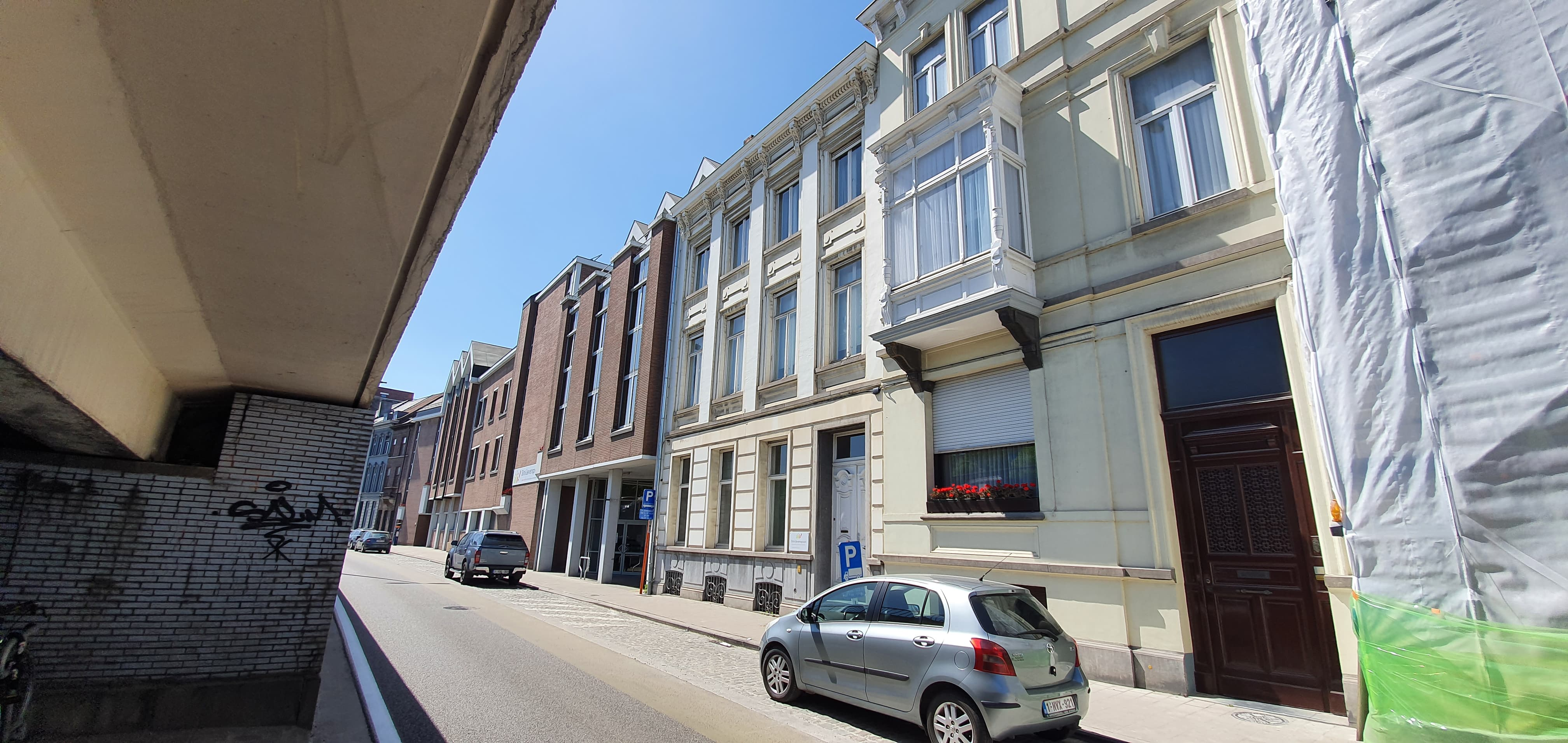
Het MFC en de thuisbegeleidingsdienst, bereikbaar via de Keizervest.
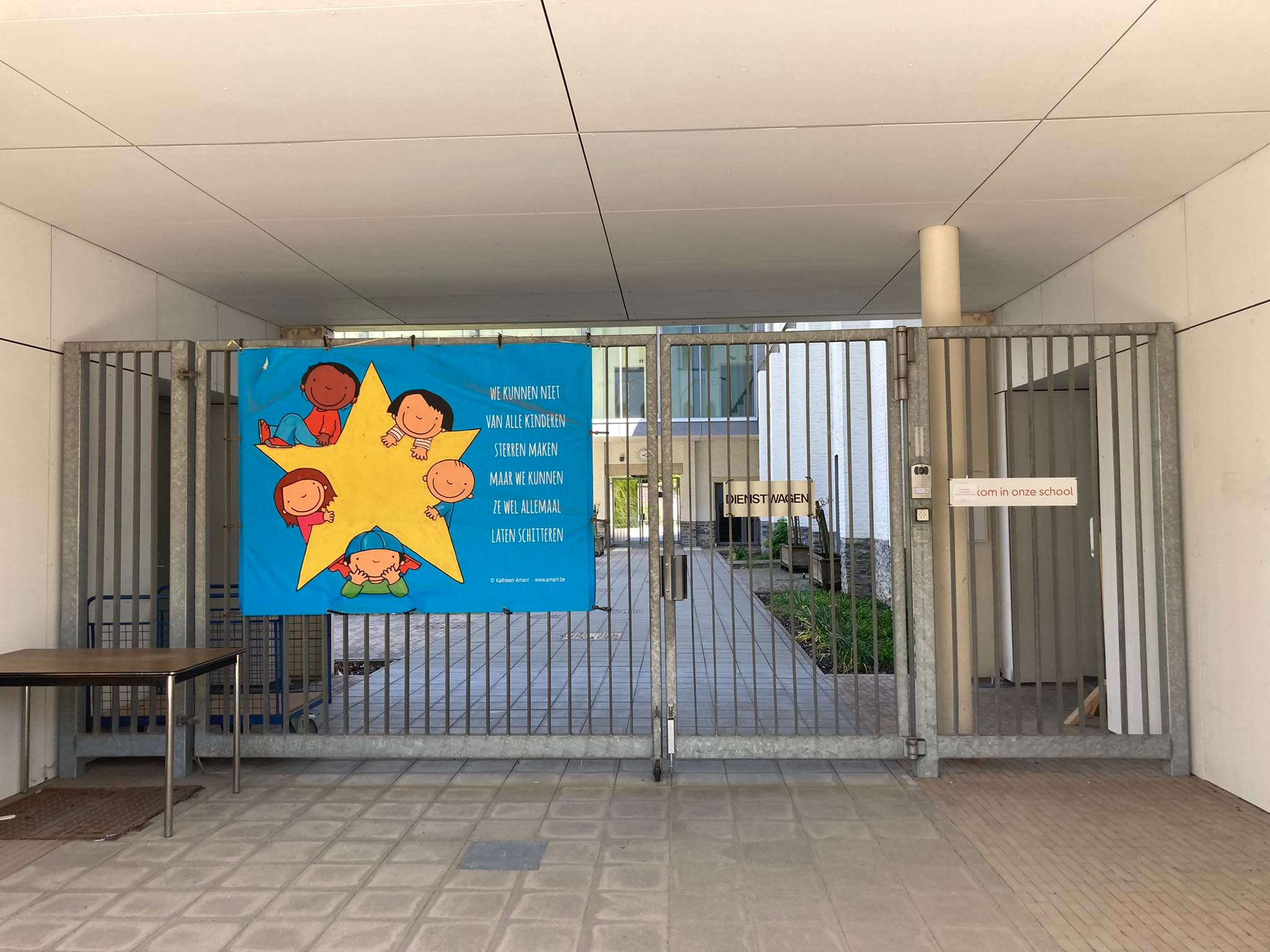
De toegangspoort van het BuBaO.
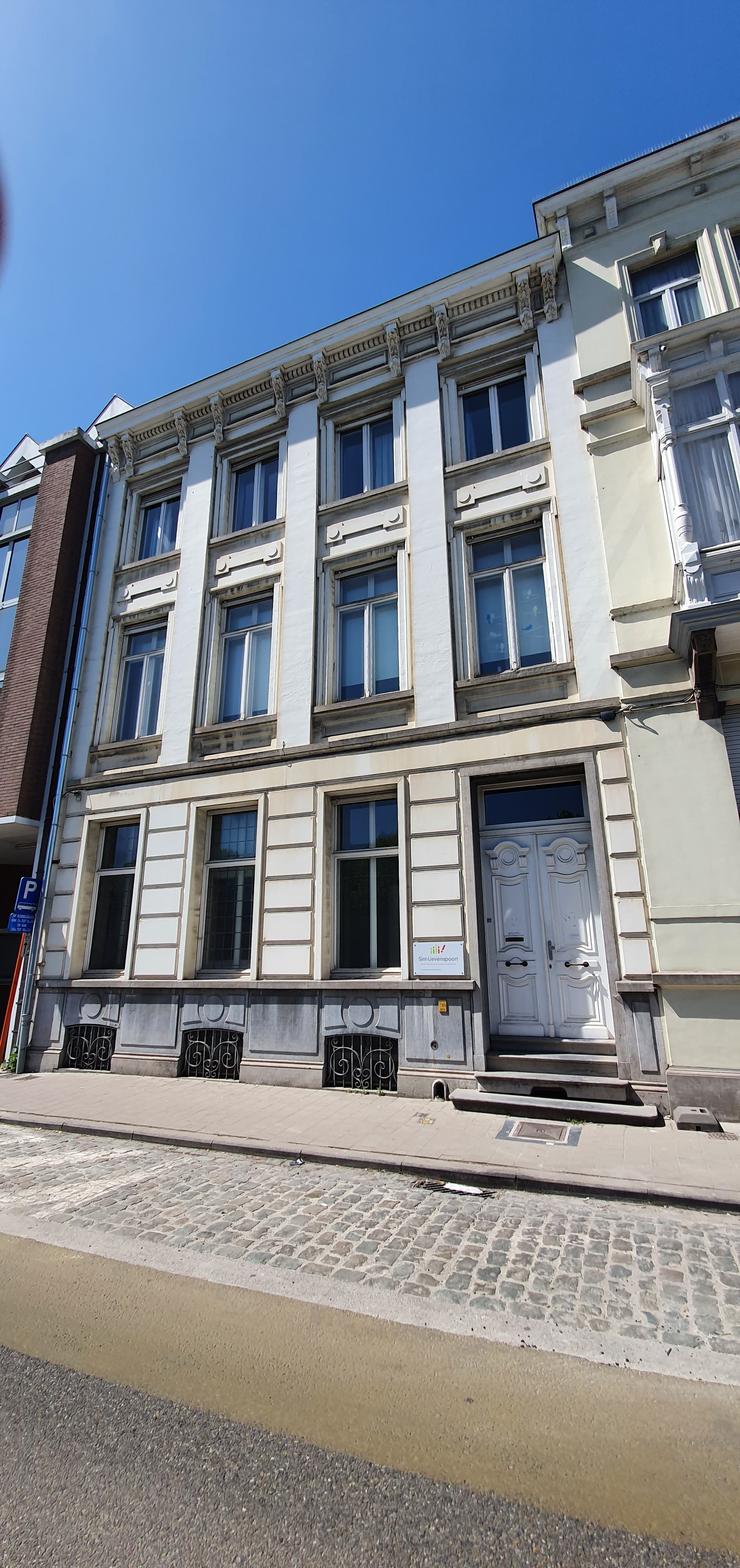
De Thuisbegeleidingsdienst, bereikbaar via de Keizervest.
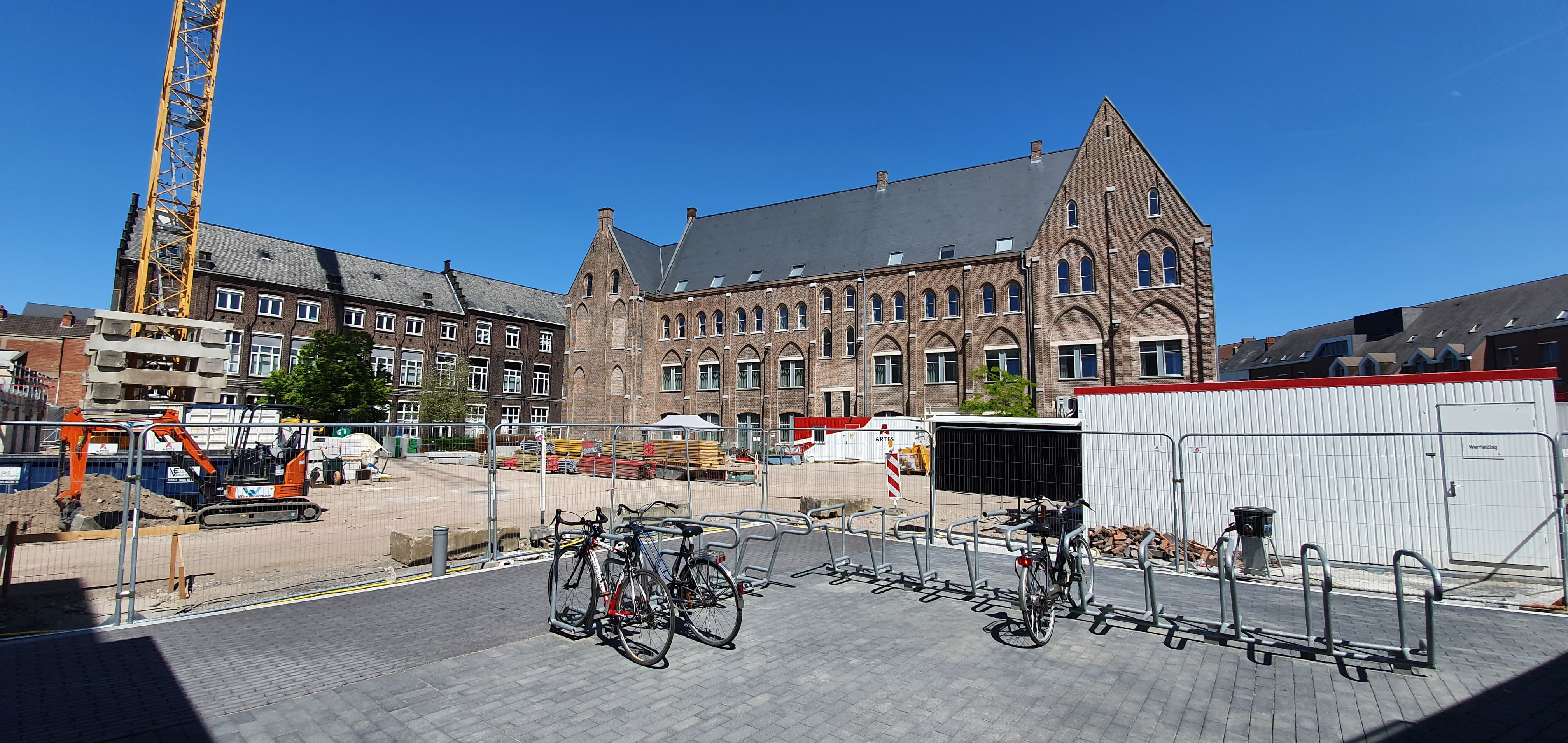
Het zijaanzicht van BuBaO, bereikbaar via de Sint-Lievenspoortstraat.
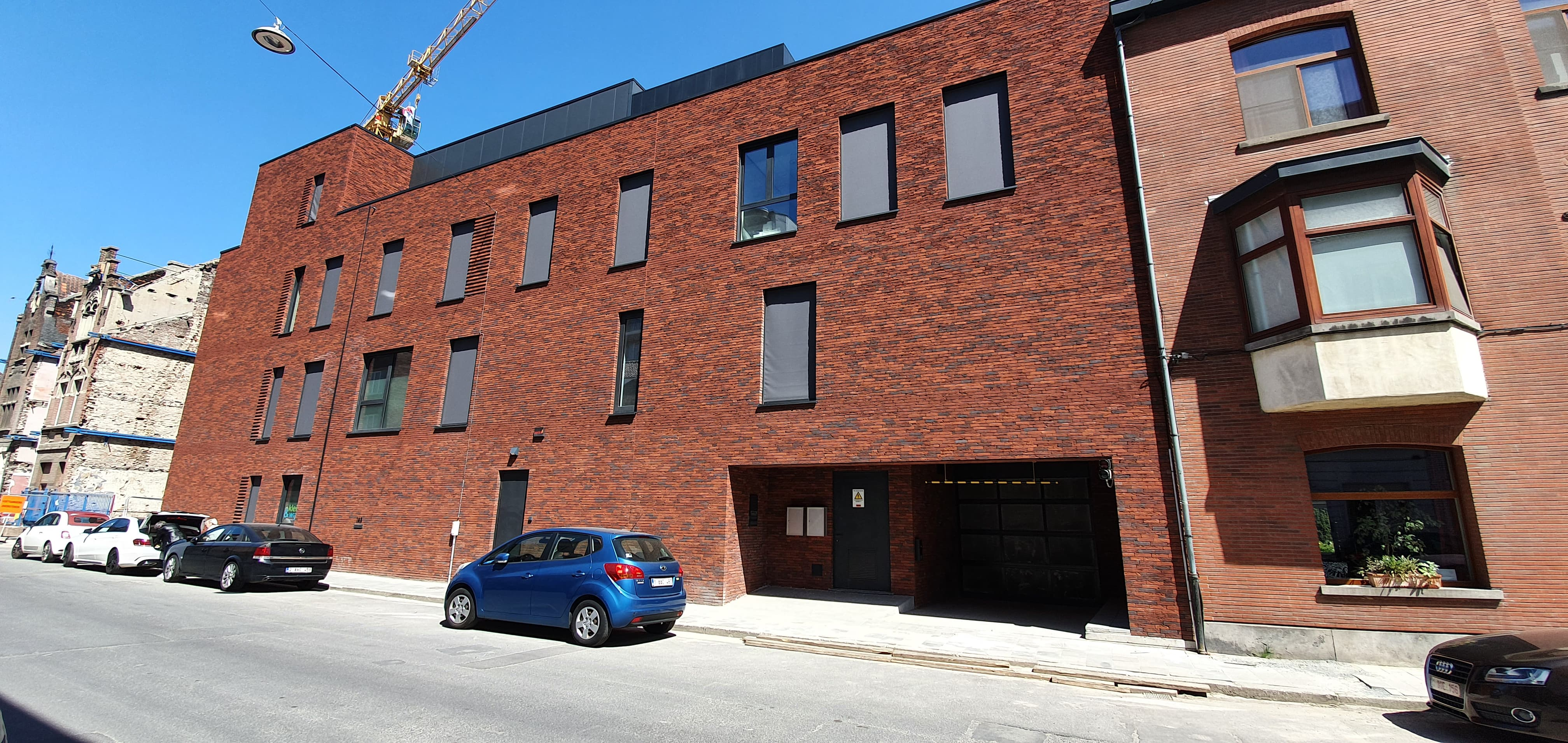
Het kinderdagverblijf Klein&Wijs, bereikbaar via de Sint-Lievenspoortstraat.
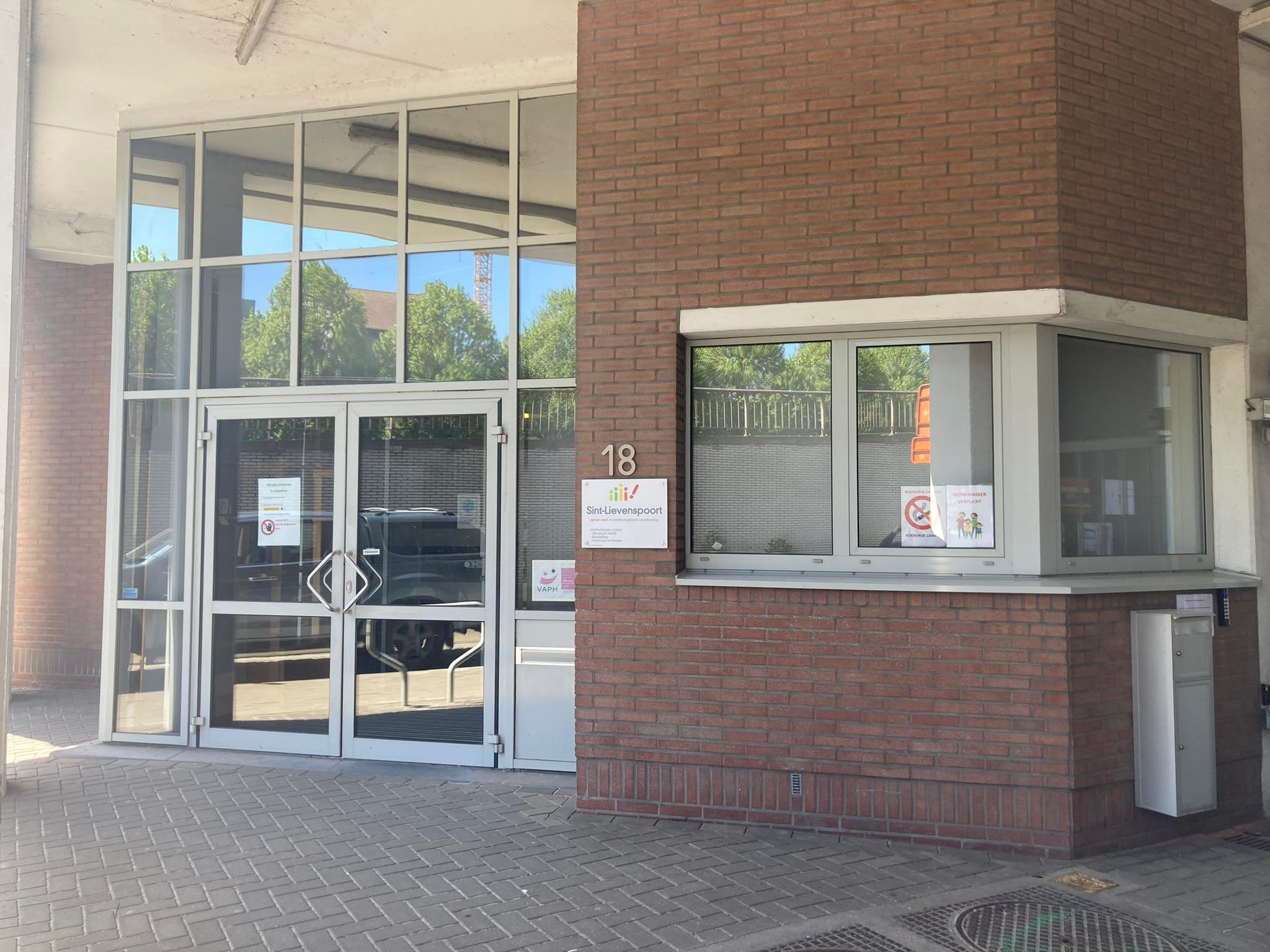
De ingang van het MFC, bereikbaar via de Sint-Lievenspoortstraat
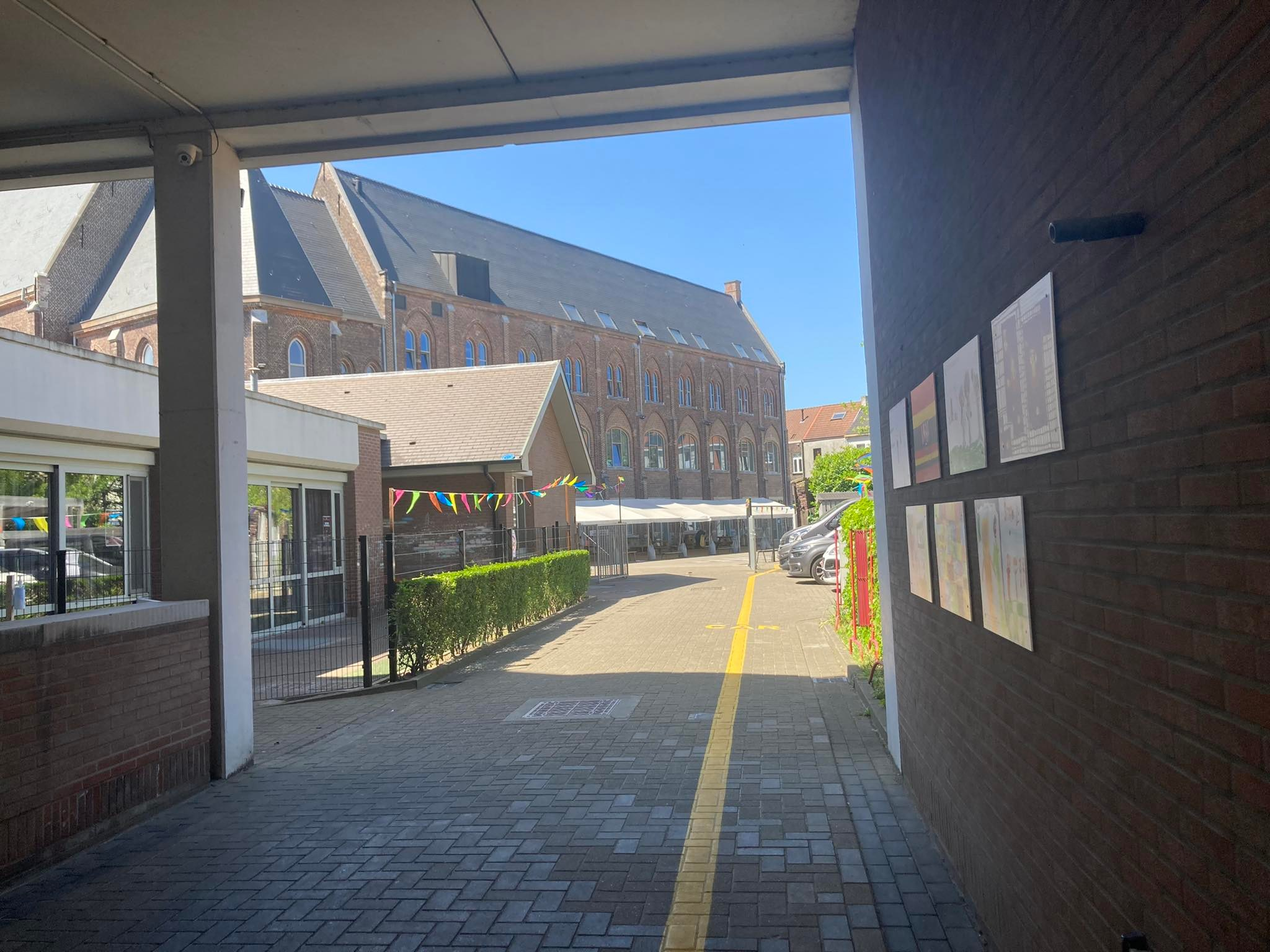
Het zijaanzicht van het MFC en de achterkant van het BuBaO.
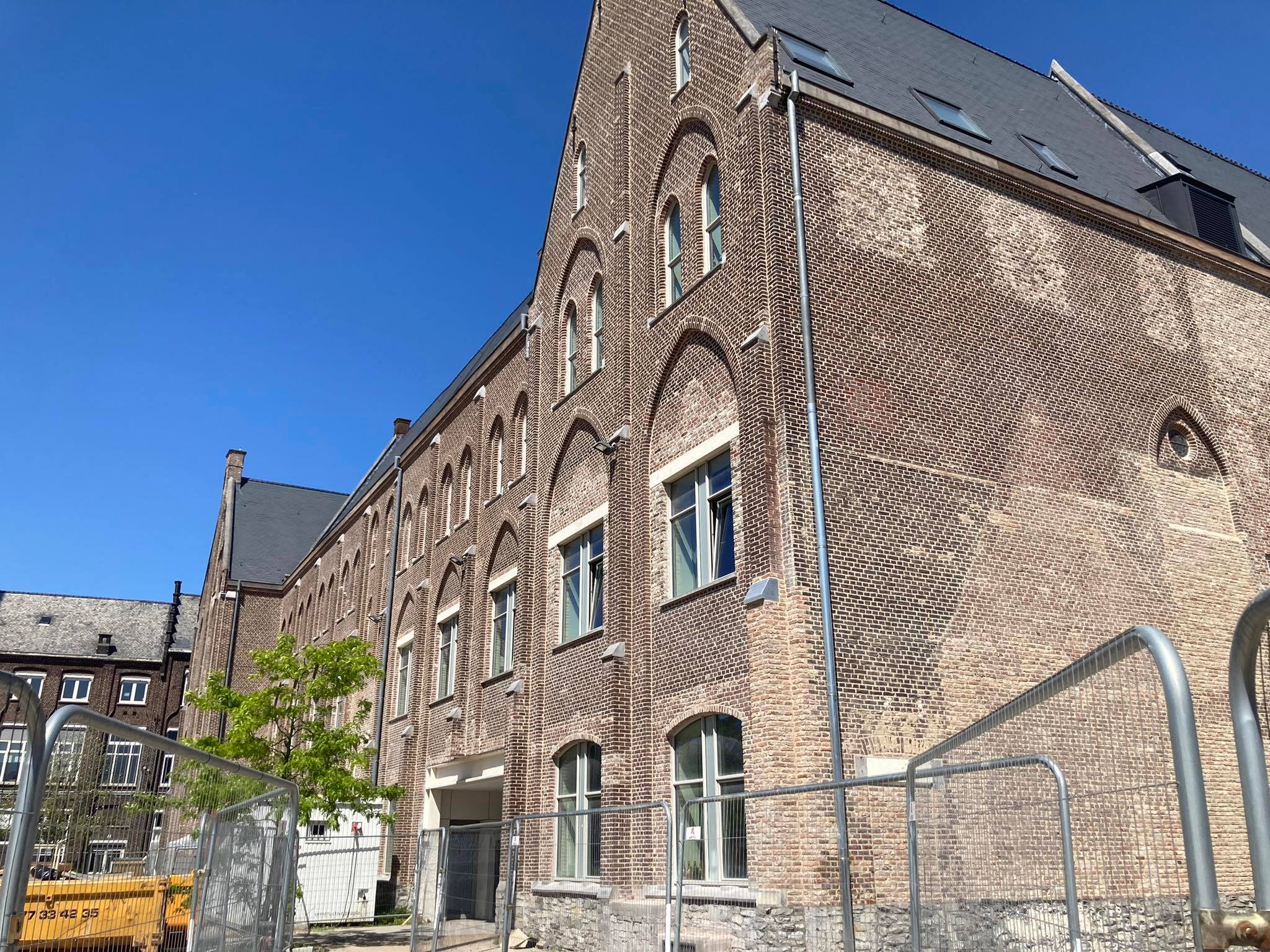
De zijaanzicht van het BuBaO.
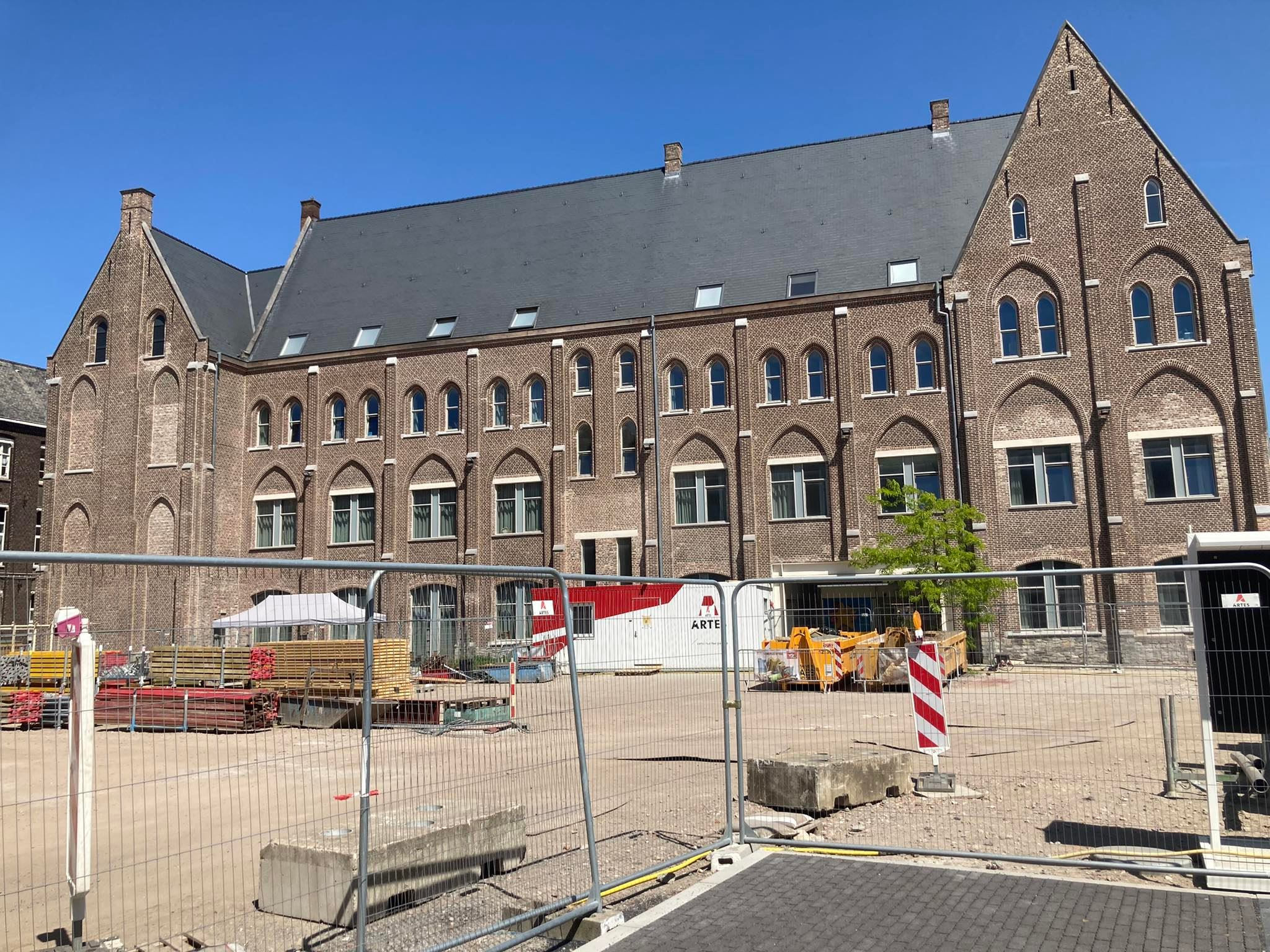
Het vooraanzicht van de school, bereikbaar via de Sint-Lievenspoortstraat.